# NGC 4738
NGC 4738 est une galaxie spirale située dans la constellation de la Chevelure de Bérénice. Sa vitesse par rapport au fond diffus cosmologique est de 5 025 ± 19 km/s, ce qui correspond à une distance de Hubble de 74,1 ± 5,2 Mpc (∼242 millions d'al). NGC 4738 a été découverte par l'ingénieur irlandais Bindon Stoney en 1851.
La classe de luminosité de NGC 4738 est III-IV et elle présente une large raie HI.
À ce jour, sept mesures non basées sur le décalage vers le rouge (redshift) donnent une distance de 69,786 ± 11,824 Mpc (∼228 millions d'al), ce qui est à l'intérieur des valeurs de la distance de Hubble. Notons cependant que c'est avec la valeur moyenne des mesures indépendantes, lorsqu'elles existent, que la base de données NASA/IPAC calcule le diamètre d'une galaxie et qu'en conséquence le diamètre de NGC 4738 pourrait être d'environ 47,4 kpc (∼155 000 al) si on utilisait la distance de Hubble pour le calculer.